# Trois-Rivières (Canada)
Trois-Rivières is een stad (ville) en equivalent territorium in de Canadese provincie Québec, gelegen op de noordelijke oever van de Saint Lawrencerivier bij de monding van de rivier Saint-Maurice. De naam (letterlijk: drie rivieren) is gebaseerd op de optische illusie die ontstaat door enkele eilandjes in de monding van de Saint-Maurice. Maar een ieder die de terreinkaart bestudeerd ziet dat de oprichters het bij het juiste eind hadden want bij de stad komen wel degelijk drie rivieren samen: De Bécancour River, de Saint-Maurice en de Saint Lawrence. De vervaardiging van krantenpapier en de opwekking van waterkracht bij de Saint-Mauricerivier vormen de voornaamste economische activiteiten van de stad.
Trois-Rivières bevindt zich halverwege de stad Québec (130 kilometer) en Montréal (140 kilometer). Het is de hoofdplaats van de administratieve regio Mauricie, sinds 1852 zetel van een rooms-katholieke bisschop en sinds 1969 van de Université du Québec à Trois-Rivières met circa 10.000 studenten. Trois-Rivières telde in 2005 125.086 inwoners; het stedelijk gebied heeft zo'n 137.000 inwoners. Circa 98 procent van de bevolking is Franstalig.

## Geschiedenis
Trois-Rivières is na Québec de oudste stad van de provincie Québec. Nadat Samuel de Champlain al in 1603 gewezen had op de gunstige locatie, werd de plaats op 4 juli 1634 door Nicolas Goupil, heer van Laviolette gesticht als tweede stad van de kolonie Nieuw-Frankrijk. Oorspronkelijk was Trois-Rivières bedoeld als handelspost voor bont. De nederzetting kreeg in 1737 met de Chemin du Roy een landverbinding met Québec. Nabij Trois-Rivières vond er in 1776 de Slag bij Trois-Rivières plaats tijdens de Amerikaanse Onafhankelijkheidsoorlog. Trois-Rivières had bij de Britse machtsovername in 1760 echter nog maar 586 inwoners. In de 19e eeuw zette de groei in; hout werd het belangrijkste exportproduct, en vanaf 1930 was Trois-Rivières de belangrijkste producent van krantenpapier ter wereld. In 1908 werd de stad in de as gelegd door een brand, die maar een paar gebouwen spaarde.
De huidige gemeente Trois-Rivières is ontstaan in 2002 door samenvoeging van de gemeenten Cap-de-la-Madeleine, Sainte-Marthe-du-Cap, Saint-Louis-de-France, Trois-Rivières-Ouest en Pointe-du-Lac met de oorspronkelijke stad Trois-Rivières.

## Bezienswaardigheden
Trois-Rivières heeft een oude stadskern met enkele gebouwen uit de 18e eeuw. Het grootste deel van de gebouwen dateert echter van na de stadsbrand van 1908. De Manoir Boucher-de-Niverville is in 1729 voor de eerste Seigneur van de stad gebouwd en toont tegenwoordig een kleine verzameling Frans-Canadese meubels uit de 18de eeuw. Het ursulinenklooster werd in 1697 in Trois-Rivières gevestigd; het valt op door zijn koepel. In het oude complex is het Musée des Ursulines gevestigd, dat een verzameling historische boeken, kleding, beeldhouwwerken en godsdienstige voorwerpen toont. Vanuit de kloostertuin heeft men een mooi uitzicht over de Saint Lawrencerivier. De neo-gotische kathedraal van de Onbevlekte ontvangenis dateert uit 1858-1905 en is ontworpen door Victor Bourgeau. De oude gevangenis is een mooi gebouw uit 1816-1822. In de voorstad Cap-de-la-Madelaine bevindt zich een bedevaartsoord, de Sanctuaire Notre-Dame-du-Cap, bestaande uit een van de oudste kerkjes in Canada uit circa 1717 en een ruime moderne kerk, de Basilique Notre-Dame-du-Rosaire.